# Gene Vincent
Gene Vincent, geboren als Vincent Eugene Craddock (11 februari 1935 - 12 oktober 1971), was een Amerikaans rock-'n-roll-zanger en gitarist.

## Carrière
Vincent begon zijn muziekcarrière nadat hij de marine had moeten verlaten vanwege een beenblessure, die overigens niet zorgde voor het manke been. In juli 1955 verbrijzelde een racemotor zijn linkerbeen. Sindsdien was hij mank en had hij veel pijn. Samen met zijn groep de Blue Caps scoorde hij in 1956 een grote hit in Amerika met Be-Bop-A-Lula, waarna er nog enkele kleinere hits volgden.
Eind jaren vijftig was Gene Vincent erg populair en Vincents invloed op de rockmuziek is nog steeds te merken. Nummers als Bluejean Bop en Race With The Devil worden nog steeds gespeeld. In de jaren zestig ging het bergafwaarts met Vincents carrière. In 1960 raakte hij ernstig gewond bij een auto-ongeluk toen hij op tournee was in Groot-Brittannië. Bij datzelfde ongeluk stierf Eddie Cochran. Nadien probeerde hij zijn carrière nog te hervatten met country en folkmuziek maar zonder succes.
Verschillende grote popartiesten hebben nummers opgenomen van Vincent, onder andere Paul McCartney, John Lennon, Dave Edmunds, Jeff Beck en The Fall.
In de film Telstar, geregisseerd door Nick Moran, over het leven van Joe Meek, wordt de rol van Vincent vertolkt door Libertines co-frontman en ex- Dirty Pretty Things zanger, Carl Barât.

## Overlijden
In 1971 stierf Vincent aan een maagzweer. In 1997 werd hij als eerste ingewijd in de Rockabilly Hall of Fame, een jaar later gevolgd door een inwijding in de Rock and Roll Hall of Fame.
- Bibsys: 9010270
- Biblioteca Nacional de España: XX1154527
- Bibliothèque nationale de France: cb139008668 (data)
- Gemeinsame Normdatei: 122051831
- International Standard Name Identifier: 0000 0000 5928 9663
- Library of Congress Control Number: n80098460
- MusicBrainz: f491f5ad-0946-40a6-bab9-da319c3f3995
- Nationale Bibliotheek van Tsjechië: xx0025206
- Nationale Bibliotheek van Israël: 987007506111005171
- Nationale Bibliotheek van Polen: a0000002712331
- Nederlandse Thesaurus van Auteursnamen: 101354797
- SNAC: w6k93tr4
- Système universitaire de documentation: 027332926
- Virtual International Authority File: 17409171
- WorldCat: E39PBJghhVG34VJHT7PcH8jKVC